# تایرینگ
تایرینگ (به سوئدی: Tyringe) یک منطقهٔ مسکونی در سوئد است که در Hässleholm Municipality واقع شده‌است.

## خصوصیات
تایرینگ ۳٫۹۵ کیلومترمربع مساحت و ۴٬۶۵۸ نفر جمعیت دارد.